# Halieutaea hancocki
Halieutaea hancocki är en fiskart som beskrevs av Regan, 1908. Halieutaea hancocki ingår i släktet Halieutaea och familjen Ogcocephalidae. Inga underarter finns listade i Catalogue of Life.